# Philipp Zeller
Philipp Zeller (født 23. marts 1983) er en tysk hockeyspiller, der har været med til at vinde to OL-guldmedaljer i sin sport. 
Zeller begyndte at spille hockey i Münchner SC, hvorpå han spillede sammen med sin bror, Christopher Zeller, for hollandske HC Bloemendaal i 2006-07-sæsonen. I den følgende sæson skiftede brødrene til tyske KTHC Stadion Rot-Weiss.
Philipp Zeller debuterede som ungdomslandsholdsspiller i 1999 og var med til at vinde ungdoms-EM-sølv i 2000 samt -VM-sølv i 2001. Han debuterede på A-landsholdet i 2002 og spillede derefter 199 seniorlandskampe frem til 2012. I den tid var han blandt andet med til at vinde EM-guld i 2003 og VM-guld i 2006. Han indstillede sin karriere i 2016.
Han var med for Tyskland ved OL 2008 i Beijing. Her blev holdet nummer to i indledende pulje. I semifinalen vandt de over Holland efter straffeslag, mens de i finalen sikrede sig guldet efter en sejr på 1-0 over Spanien, der fik sølv, mens Australien fik bronze.
I de følgende år var han med til at vinde EM-sølv i 2009 samt EM-guld i 2011, inden han var med til hvad der skulle vise sig at blive hans sidste OL, i 2012 i London. Her indledte Tyskland med at blive nummer to i deres pulje, hvorpå de i semifinalen besejrede Australien 4-2, inden de genvandt OL-guldet med sejr på 2-1 over Holland;  Australien blev nummer tre. OL blev desuden afslutningen på hans landsholdskarriere.
Philipp Zeller er uddannet jurist og arbejder nu for advokatfirmaet Seitz i Köln.